# Mark Rajack
Mark Rajack (* 14. Juni 1981 in San Fernando) ist ein Skilangläufer aus Trinidad und Tobago.

## Biographie
Rajack wuchs bis zu seinem sechsten Lebensjahr in Trinidad und Tobago auf, bevor er mit seiner Familie nach Ottawa zog. Mit dem Skisport kam er erst im Alter von 32 Jahren in Berührung.
Sein internationales Renndebüt feierte er am 1. Februar 2014 bei einem FIS-Rennen im Nakkertok Ski Club. Ein Jahr später nahm er bereits an seinen ersten Nordischen Skiweltmeisterschaften teil. Bei den Wettkämpfen in Falun erreichte er im Sprint den 121. Platz, über 15 km Freistil klassierte er sich auf Rang 134.
Am 1. März 2016 gab Rajack sein Weltcupdebüt beim Sprint von Gatineau, wobei er den 86. und letzten Platz belegte.
Sein letztes internationales Rennen bestritt Rajack am 15. Dezember 2019 in Nakkertok, danach ist er nicht mehr als Rennläufer in Erscheinung getreten.

## Erfolge

### Weltmeisterschaften
- Falun 2015: 121. Sprint klassisch, 134. 15 km Freistil
- Lahti 2017: 143. Sprint Freistil, DNQ 15 km klassisch
- Seefeld 2019: 140. Sprint Freistil, DNQ 15 km klassisch

### Nor-Am Cup
- 2 Platzierungen unter den besten 30

### Weitere Erfolge
- 4 Platzierungen unter den besten 10 bei FIS-Rennen